# Marij Kogoj
Marij (Julij) Kogoj (né à Trieste le 20 septembre 1892, mort à Ljubljana le 25 février 1956) est un compositeur slovène.
Marij Kogoj a été l'élève de Franz Schreker de 1914 à 1917, puis de Arnold Schoenberg en 1918. À Ljubljana il a travaillé comme critique musical et chef de chant à l'opéra. Il était le principal représentant de l'avant-garde musicale en Slovénie durant les années 1920. À partir de 1932, la schizophrénie le conduisit dans une institution psychiatrique. De nombreuses œuvres sont inachevées.
Son œuvre la plus connue est l'opéra Masques noirs (Črne maske, 1928) d'après un drame de Leonid Andreïev (1908). Sa musique est une synthèse originale de l'héritage symboliste et des nouveautés expressionnistes des années 1920.

## Enregistrements
- Brèves pièces pour piano par Bojan Gorisek (RTV Slovenija DD 0292).
- Œuvres complètes pour violon et piano par Crtomir Siskovic (violon) et Emanuelle Arciuli (piano) (1994, Stradivarius).
- Les masques noirs dirigé par  Samo Hubad avec Samo Smerkolj (le Duc) (Helidon 6.810541).

## Liens
- Une page sur Les Masques noirs par Thanh-Tâm Lê.